# Consiliul Suveran al Ordinului Cavalerilor de Malta
Consiliul Suveran al Ordinului Cavalerilor de Malta reprezintă guvernul Ordinului Suveran al Cavalerilor de Malta. Întâlnirile sale au loc de cel puțin șase ori pe an și au în vedere principalele probleme de care organizația are parte. Puterile și obligațiile sale sunt definite de Carta Constituțională și de Codul Cavalerilor.